# Piero Poli
Piero Poli (Cairo Montenotte, 9 ottobre 1960) è un ex canottiere e medico italiano, medaglia d'oro nel 4 di coppia ai Giochi olimpici di Seul 1988. E' primario di Traumatologia e Ortopedia dell'Ospedale Manzoni di Lecco.

## Biografia
Ha studiato presso l'Università degli Studi di Pavia, conseguendo nel 1986 la laurea in medicina, con il voto di 110 e lode. Si è specializato in ortopedia e traumatologia ed in medicina dello sport.
Il 20 giugno 2012 ha sposato la Barbara, con cui ha avuto due figli, Silvia e Guido.

### Carriera sportiva
Ha gareggiato per il College Remiero Pavia e per la Canottieri Moto Guzzi.
Ai Campionati mondiali di canottaggio di Duisburg 1983, ha ottenuto la medagli di bronzo, assieme a Renato Gaeta, Antonio Dell'Aquila e Stefano Lari, terminando alle spalle degli equipaggi della Germania Ovest e della Germania Est.
Ha rappresentato l'Italia ai Giochi olimpici estivi di Los Angeles 1984, classificandosi al 4º posto nel 4 di coppia, assieme a Renato Gaeta, Antonio Dell'Aquila e Stefano Lari, concludendo ai piedi del podio formato da Germania Ovest, Australia e Canada.
Ha fatto la sua seconda apparizione olimpica a Seul 1988, in cui ha ottenuto la medaglia d'oro, nel 4 di coppia, con Agostino Abbagnale, Gianluca Farina e Davide Tizzano. E' stato allenato da Beppe De Capua.
Ha partecipato al Camel Trophy del 1997 svoltosi in Mongolia, assieme a Dennis Dalla Santa, con cui ha ottenuto il 4º posto. Nel 1999 ha partecipato ai Campionati del mondo Ironman del 1999 svoltisi alle Hawaii.

### Carriera medica
Ritiratosi dalll'attività agonistica, ha intrapreso l'attività di medico ortopedico. Per la Federazione Italiana Canottaggio è stato medico federale e responsabile medico nel settore paralimpico, nonchè classificatore internazionale adaptive della Fisa dal 2006.
Dal 1990 al 1994 ha ottenuto l'incarico di medico della Volley Mediolanum, all'epoca in prima divisione campionato di pallavolo.
Dal marzo 2014 è stato nominato primario del reparto di Traumatologia e Ortopedia dell'Ospedale Manzoni di Lecco.

## Palmarès
| Anno | Manifestazione  | Sede     | Evento      | Risultato |
| ---- | --------------- | -------- | ----------- | --------- |
| 1983 | Mondiali        | Duisburg | 4 di coppia | Bronzo    |
| 1988 | Giochi olimpici | Seul     | 4 di coppia | Oro       |